# 574. jurišni odred Slovenske vojske
574. jurišni odred Slovenske vojske je bivša enota Slovenske vojske; odred je bil pod poveljstvom OŠTO Grosuplje.

## Razvoj
- 574. jurišni odred TORS

## Poveljstvo
Poveljniki
- poročnik Igor Hostnik (1993)